# Xysticus logunovorum
Xysticus logunovorum is een spinnensoort uit de familie van de krabspinnen (Thomisidae).
De wetenschappelijke naam van de soort werd in 2021 gepubliceerd door Theo Blick en Hirotsugu Ono als nomen novum voor Xysticus logunovi Ono & Martens, 2005 NON Seyfulina & Mikhailov, 2004.

## Voorkomen
De typelocatie van de soort is Iran.

## Naamgeving
De naam van deze soort werd in 2005 door Hirotsugu Ono en Jochen Martens gepubliceerd als Xysticus logunovi. Die naam was in 2004 door Rimma Ravil'evna Seyfulina en Kirill Glebovich Mikhailov (zie: Xysticus logunovi) al aan een andere soort vergeven. Het type van die naam werd verzameld in de "Amur area" (Rusland). De typelocatie van de naam van Ono & Martens is "Iran", en van een isoniem kon dus geen sprake zijn. Norman I. Platnick nam de naam van Seyfulina & Mikhailov op in de World Spider Catalog version 15. In dezelfde versie van de catalogus vermeldde hij de naam van Ono & Martens als een naam waarvoor een replacement name (nomen novum) nodig was. Platnick beschouwde dus de naam van Seyfulina & Mikhailov als geldig gepubliceerd, en de naam van Ono & Martens als een junior homoniem, gebaseerd op een ander type. In 2021 publiceerden Blick & Ono voor deze soort het nomen novum Xysticus logunovorum.